# Vành ma trận
Trong đại số trừu tượng, một vành ma trận là tập hợp các ma trận với phần tử thuộc vành R lập thành một vành dưới hai phép toán phép cộng ma trận và phép nhân ma trận (Lam 1999). Ta ký hiệu tập hợp của mọi ma trận n × n với phần tử thuộc R là vành ma trận bằng Mn(R) (Ký hiệu khác: Matn(R) và Rn×n). Một số tập hợp các ma trận vô hạn lập thành các vành ma trận vô hạn. Vành con nào của vành ma trận cũng là vành ma trận. Trên rng, ta cũng có thể lập các rng ma trận.
Khi R là vành giao hoán, vành ma trận Mn(R) là đại số kết hợp trên R, và cũng có thể gọi là đại số ma trận.  Khi đó, nếu M là ma trận và r thuộc R, thì rM là ma trận M với mỗi phần tử được nhân lên bởi r.

## Các ví dụ
- Tập tất cả ma trận n × n trên R, ký hiệu Mn(R).
- Tập tất cả ma trận tam giác trên trên R.
- Tập tất cả ma trận tam giác dưới trên R.
- Tập tất cả ma trận ma trận chéo trên R.  Đại số con này của Mn(R) đẳng cấu với tích trực tiếp of n bản sao của R.
- Với bất kỳ tập chỉ số I, vành các tự đồng cấu của R-mô đun phải {\textstyle M=\bigoplus _{i\in I}R} đẳng cấu với vành {\displaystyle \mathbb {CFM} _{I}(R)}  của các ma trận có cột chứa hữu hạn số phần tử khác không (ma trận hữu hạn cột) với các phần tử trong ma trận được chỉ bởi I × I và mỗi cột chỉ chứa hữu hạn số phần tử khác không. Tập của các tự đồng cấu của M khi xét trong R-mô đun trái đẳng cấu với vành {\displaystyle \mathbb {RFM} _{I}(R)} của ma trận hữu hạn hàng.
- Giao của hai vành ma trận cột hữu hạn và ma trận hữu hạn hàng lập thành vành {\displaystyle \mathbb {RCFM} _{I}(R)}.
- Nếu R có tính giao hoán, thì Mn(R) có cấu trúc của một *-đại số trên R, với phép nghịch đảo * trên Mn(R) là phép chuyển vị ma trận.